# Petr Hannig
Petr Hannig (20. ledna 1946 Ústí nad Labem – 21. ledna 2025 Praha–Malvazinky) byl český zpěvák, skladatel, producent, hudební vydavatel a politik, bývalý předseda strany Rozumní. Opakovaně kandidoval do zastupitelských orgánů, aniž by byl zvolen. V roce 2018 se stal kandidátem na prezidenta republiky.

## Studium
Absolvoval Střední umělecko-průmyslovou školu v Turnově – obor umělecký kovář a poté Konzervatoř v Praze – obory varhany, dirigování a skladba a studia zakončil na Hudební akademii múzických umění (HAMU) – obor skladba. Hudební akademii zakončil magisterskou prací.

## Kariéra

### Hudební kariéra
V letech 1968–1969 spolupracoval ve Velké Británii s Dusty Springfield, Tomem Springfieldem (New Seakers), Bobbie Gentry a skladatelem Johnem Cameronem, kde byl velice ceněn pro schopnost psát pro symfonický orchestr.[zdroj⁠?!] Na konci září 1969 se vrátil zpátky do vlasti. Po uzavření hranic musel přerušit spolupráci s britskou hudební scénou.[zdroj⁠?!]
Dlouhá léta působil jako redaktor Československého rozhlasu, a zároveň měl svou kapelu Maximum Petra Hanniga. Spolupracoval a především objevil řadu zpěváků a umělců – Hanu Zaňákovou, kterou přejmenoval na Lucii Bílou, Vítězslava Vávru, Stanislava Procházku ml., Jakuba Smolíka, Petru Černockou, Zdeňka Izera a mnoho dalších. S jinými významnými osobnostmi spolupracoval – Hana Hegerová, Jiří Wimmer nebo Iveta Bartošová s Petrem Sepešim. Vyprodukoval stovky singlů a řadu alb – prvním bylo v roce 1970 dodnes i ve světě vysoce ceněné elpíčko Michala Prokopa a skupiny Framus Five: Město ER, kde poprvé v celosvětovém kontextu[zdroj⁠?!] použil v rámci rockové hudby dvanáctitónovou řadu. Jako hudební skladatel složil stovky písní a z mnohých se staly hity, která hrají rádia dodnes.

### Politická kariéra a politické názory
V roce 2002 založil Stranu zdravého rozumu a v dubnu 2002 byl zvolen jejím předsedou. Podle jeho slov ho k politice přivedlo to, že se v ČR hraje zahraniční hudba a mnoho peněz se tedy posílá do zahraničí.

#### Senátní volby
Desetkrát se zúčastnil voleb do Senátu PČR, ale ani jednou nepostoupil do druhého kola. Poprvé kandidoval ve volbách v roce 2002 v obvodu č. 33 – Děčín. Získal 2,19 % hlasů a obsadil poslední 6. místo. Podruhé se účastnil voleb v roce 2004, a to v obvodu č. 31 – Ústí nad Labem. Obdržel 1,78 % hlasů a obsadil poslední 8. místo. Potřetí se pokoušel uspět ve volbách do Senátu PČR v roce 2006 v obvodu č. 17 – Praha 12. Získal 1,43 % hlasů a skončil na předposledním 8. místě. Počtvrté kandidoval ve volbách do Senátu PČR v roce 2008 v obvodu č. 27 – Praha 1. Se ziskem 0,79 % hlasů obsadil poslední 9. místo. Pátý pokus se uskutečnil ve volbách do Senátu PČR v roce 2010, kdy kandidoval v obvodu č. 28 – Mělník. Se ziskem 7,21 % hlasů získal předposlední 5. místo. Pošesté se o zisk senátorského křesla pokusil ve volbách do Senátu PČR v roce 2012, kdy kandidoval v obvodu č. 41 – Benešov. Tentokrát získal 3,50 % hlasů a obsadil 10. místo. Ve volbách do Senátu PČR v roce 2014 kandidoval za Stranu zdravého rozumu v obvodu č. 24 – Praha 9. Se ziskem 1,32 % hlasů skončil na 9. místě a nepostoupil tak ani do druhého kola. Ve volbách do Senátu PČR v roce 2016 kandidoval za stranu Rozumní v obvodu č. 19 – Praha 11. Se ziskem 2,34 % hlasů skončila na 11. místě a do druhého kola nepostoupil. Také ve volbách do Senátu PČR v roce 2018 kandidoval za stranu Rozumní, tentokrát v obvodu č. 23 – Praha 8. Se ziskem 2,19 % hlasů skončil na 11. místě. Za Rozumné kandidoval i ve volbách do Senátu PČR v roce 2022, tentokrát v obvodu č. 25 – Praha 6. Získal 3,23 % hlasů a z 6. místa opět nepostoupil do druhého kola voleb.
| Rok  | Volební obvod          | Výsledek | Pořadí |
| ---- | ---------------------- | -------- | ------ |
| 2002 | č. 33 – Děčín          | 2,19 %   | 6.     |
| 2004 | č. 31 – Ústí nad Labem | 1,78 %   | 8.     |
| 2006 | č. 17 – Praha 12       | 1,43 %   | 8.     |
| 2008 | č. 27 – Praha 1        | 0,79 %   | 9.     |
| 2010 | č. 28 – Mělník         | 7,21 %   | 5.     |
| 2012 | č. 41 – Benešov        | 3,50 %   | 10.    |
| 2014 | č. 24 – Praha 9        | 1,32 %   | 9.     |
| 2016 | č. 19 – Praha 11       | 2,34 %   | 11.    |
| 2018 | č. 23 – Praha 8        | 2,19 %   | 11.    |
| 2022 | č. 25 – Praha 6        | 3,23 %   | 6.     |

#### Sněmovní volby
Šestkrát kandidoval ve volbách do Poslanecké sněmovny PČR, ale ani jednou neuspěl (subjekty, za něž kandidoval, se nikdy do Sněmovny nedostaly). Poprvé byl ve volbách v roce 2002 lídrem Strany zdravého rozumu v Královéhradeckém kraji. Podruhé při volbách v roce 2006 vedl kandidátku Strany zdravého rozumu v Hlavní městě Praze. Potřetí kandidoval ve volbách v roce 2010 jako dvojka Suverenity – Strany zdravého rozumu ve Středočeském kraji. Počtvrté byl při volbách v roce 2013 lídrem Suverenity – Strany zdravého rozumu ve Středočeském kraji, ale opět neuspěl stejně jako v roce 2017, kdy byl lídrem Rozumných a jednička kandidátky v Praze. Ve volbách 2021 kandidoval na kandidátce Aliance pro budoucnost jako jednička v Královéhradeckém kraji, ale nebyl zvolen, protože se uskupení do Poslanecké sněmovny vůbec nedostalo.

#### Evropské volby
Ve volbách do Evropského parlamentu v roce 2004 kandidoval jako lídr Strany zdravého rozumu, ale neuspěl (strana získala pouze 0,27 % hlasů a do EP se nedostala). O deset let později ve volbách do Evropského parlamentu v roce 2014 opět kandidoval jako lídr Strany zdravého rozumu, která si za tímto účelem v únoru 2014 pozměnila název na ROZUMNÍ a používá zkratku „Rozumní“. Ve volbách však opět neuspěl (Rozumní získali pouze 1,63 % hlasů a do EP se nedostali).
Ve volbách do Evropského parlamentu v květnu 2019 kandidoval jako člen Rozumných na 2. místě kandidátky subjektu s názvem „Rozumní a Národní demokracie – STOP MIGRACI – NECHCEME EURO“, ale nebyl zvolen.
Ve volbách do Evropského parlamentu v červnu 2024 kandidoval jako člen strany Rozumní na 4. místě kandidátky uskupení „ALIANCE ZA NEZÁVISLOST ČR - proti přijetí eura!“ (tj. strana Bezpečné ulice (BEZ-UL), strana Národní demokracie (ND), hnutí Aliance národních sil (ANS), strana Rozumní, Dělnická strana sociální spravedlnosti (DSSS) a hnutí Čistý kraj (ČiKR)). Uskupení však získalo pouze 0,50 % hlasů, a zvolen tak nebyl.

#### Prezidentské volby

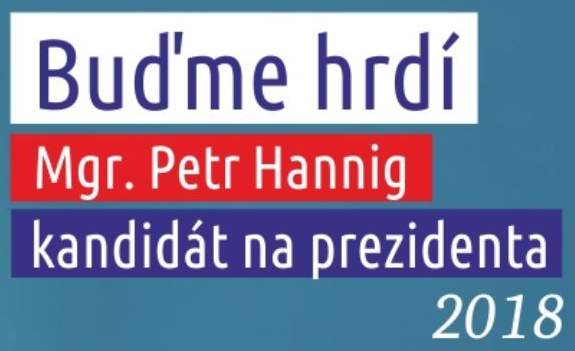
Logo Petra Hanniga pro prezidentské volby 2018

V červenci 2017 veřejně oznámil svůj zájem kandidovat v prezidentských volbách 2018. V listopadu 2017 se díky podpoře 26 poslanců stal jedním z devíti prezidentských kandidátů. V prvním kole se umístil na 8. místě se ziskem 29 228 hlasů (0,56 %).

#### Komunální volby
V komunálních volbách v roce 2018 kandidoval jako lídr strany Rozumní do Zastupitelstva hlavního města Prahy a tudíž byl i kandidátem této strany na post primátora města. Strana se však do zastupitelstva vůbec nedostala.

#### Politické názory
Hannig byl pro poloprezidentský systém.
Nesouhlasil s EET nebo kontrolním hlášením DPH. Říkal, že pokud média někoho příliš kritizují, nebo naopak příliš vynášejí, tak lid volí úplně opačně. Sankce vůči Rusku od Evropské unie nepovažoval za správné, jelikož prý velice poškodily některé české firmy.
Byl by pro referendum o vystoupení z Evropské unie. Domníval se, že by obyvatelé hlasovali z cca 80 % pro setrvání v EU. Byl proti přijetí eura (a domníval se, že obdobně by dopadlo i případné referendum), neboť by jeho přijetí znehodnotilo platy, důchody a úspory. I přesto však kandidoval za Alianci pro budoucnost, která je pro přijetí eura.
Uděloval by amnestie i milosti. Důvodem bylo, že soudci prý mnohdy nerozhodují podle ducha zákona, ale jen podle jeho doslovného znění. Nejmenoval by stejného člověka i napodruhé premiérem, pakliže by nezískal důvěru v Poslanecké sněmovně.

## Osobní život
Od roku 1989 byl vdovcem.
Syn Jan Hannig, Ph.D. (nar. 1972) se v roce 1996 usadil v USA, kde se v roce 2013 stal profesorem statistiky na Severokarolínské univerzitě v Chapel Hill.
V pondělí 6. května 2024 na svém facebookovém profilu oznámil, že je ve špatném zdravotním stavu. V červenci 2024 média informovala, že Hannig prodělal mrtvici, po které strávil deset dní na jednotce intenzivní péče Ústřední vojenské nemocnice v Praze. Poté byl hospitalizován na oddělení následné lůžkové intenzivní péče rehabilitačního ústavu na pražských Malvazinkách. Zemřel 21. ledna 2025.

## Dílo

### Singly
První singly v roce 1968 Sun, sun – což je také první singl Jitky Zelenkové, Namaluj mě a Ovečka s Petrou Černockou (také její první singly) s ní dále Nemám ráda citoslovce, Koukej se mnou si píseň broukej, Až přijdeš poprvé k nám, Jedou vozy ...., s Rony Martonem Žiji v Praze devět let, aranžoval pro Martona Mertovo Hastrmane tatrmane melou, několik singlů s Lenkou Kořínkovou, sám jako zpěvák vydal několik singlů Mám už dávno jinou 1978, Dávno tě znám, Léta.... S Vítězslavem Vávrou zlatá éra – nejprodávanější singly Dívka Gloria cca 300 000 prodaných SP, Citronová holka cca 250 000 SP. Další s Vávrou: Správné holky hlaste se, Já chci s tvými ústy spát, Tak už tu lásko má vítej..... a mnoho dalších. Se Stanislavem Procházkou mladším Celá škola už to ví, Maturitní léto, Až ti bude víc... mnoho... S Lucií Bílou, které vymyslel jméno Neposlušné tenisky, Horší než kluk .... S Jakubem Smolíkem (vymyslel křestní jméno Jakub) Až se ti jednou bude zdát, Láska na první pohled (duet s Martou Stravovou) s tou též nazpíval slavný duet Domů k mámě. S Martinou Formanovou Taková já nejsem a v té době populární hymnu fotbalové Sparty Dej Gól S Markétou Aptovou Holka nic si z toho nedělej.
Dále široká skladatelská spolupráce na singlech a LP zpěváků, se kterými vážněji nespolupracoval (viz Josef Laufer 1969, Jiří Štědroň začátek 70 let, Darinka Rolincová, Iveta Bartošová, Stanislav Hložek všechno 80. léta atd.).

### Alba
Alba – sólová:
- Nejkrásnější písničky (1994, reedice 2008)
- Hospůdko známá (1995)
- Přívětivý pán (2003)
- Legenda Petr Hannig – Lepší je dávat nežli brát (2013, Best of)
- Znáte to, drhne to (2024)

Alba:
- Michal Prokop & Framus Five: Město ER (1972)
- Beatings zač. 70 let
- Zuzana Stirská Milenci 1979 edice Mladého světa
- Vítězslav Vávra: Vítězslav Vávra a Maximum Petra Hanniga (1981), Koncert bez plakátu (1983), Babies, I'm Your Friend (1984, anglicky), Už Jsem tvůj 1984, Dívkám z heřmánkových návsí (1999), Kluci z předměstí (1999)
- Stanislav Procházka ml.: Celá škola už to ví (1983), Bláznivá jízda (1985), Písničky 80 let (1998)
- Lucie Bílá: Lucie Bílá (1986)
- Maximum Petra Hanniga, Jakub Smolík, Petr Hannig, Marta Stravová, Martina Formanová: Láska na první pohled (1988)
- Arnošt Pátek: Sny o tygří lady (Best of I., 2007), Poslední prázdniny (Best of II., 2007)
- Jarek Filgas ze skupiny Argema (jeho sólové album): Oči 1992
- David Král: Říkal jí holčičko (1994), Má tě rád (1994), Poslední prázdniny (1995), Kamarádko má (1995)
- Jitka Zelenková s Rudolfem Roklem: Perly (1994)
- Anuška Melenová: Srneček (1994), Nejznámější vánoční koledy (1994), Maličká su (1995), Komáři se ženili (1995), Já jsem muzikant (1995), Mateřídouška (1996), Abeceda zvířátek (1997, Polygram -Universal), Ani ň (1998), Anushka – Neobjevená (2000)
- Romantický klavír Pavla Vaculíka (1995)
- Ovečka – něžný beat Pastýři, řídí Petr Hannig 1966–1968 (1996)
- Laudamus Te – bří Veithové (2001)

### Produkování vážné hudby
- Snění pro flétnu a kytaru (Jan Riedlbauch Miloslav Klaus) 1995
- Petr Hannig: Symfonie pro tři syntezátory, šest hráčů na bicí a velký orchestr hrají Martin Kratochvíl, Michael Kocáb, Jan Hála, Pavel Trnavský, Symfonický orchestr hlavního města Prahy FOK, dirigent Mario Klemens – nahrávka pořízena ve Dvořákově síni Domu umělců v roce 1978, vydáno 1996
- Meditace pro kytaru a varhany Miloslav Klaus Zuzana Němečková 1996
- Musica mediterrane (Jan Riedlbauch Miloslav Klaus) 1997
- Slavné maličkosti (Jan Riedlbauch Miloslav Klaus) 1997
- Ave Regina caelorum – Schola Teynensis, dir. Bohuslav Korejs 2000 – nahrávky použity v Hollywoodském filmu s Anthony Hopkinsem,
- Nostalgie (Jan Riedlbauch, Miloslav Klaus, Jiří Jirmal) 2004
- Axis temporum – skladatelský profil Jana Klusáka 2004
- Poslední Mistr barokní Prahy – František Xaver Thuri, zpívají: David Rakoncaj, Čeští madrigalisté, Pražský komorní sbor, Jan Thuri – hoboj, Megumi thudi Yamada – cembalo, Vladimír Roubal – varhany, Pražští komorní sólisté dirigent Jacques Francis Manzone
- Collegium Xaverium dir. F.X. Thuri 2004 (špičkový projekt světové úrovně)
- Obrazy z let šedesátých – Jan Klusák 2005
- Romance z Andalusie (Pablo de Sarasate) hrají Lada Fedorová – housle, Lucie Kaucká piano 2005
- Stesk po Mozartovi (skladby Jana Klusáka) 2006
- Mýty a mysteria (skladby Jana Klusáka) 2007
- Příběhy nevojáka (skladby Igora Stravinského, Daria Milhauda a jana Klusáka) 2008
- Přísloví (skladby Paula Hindemitha, Albana Berga a Jana Klusáka) 2008
- Luna v Zenitu (skladby Jana Klusáka) 2008

### Největší hity
Největší hity, které složil pro sebe: Domů k mámě, Mám už dávno jinou, Léta
Největší hity, které složil pro jiné:
- Lucie Bílá (Neposlušné tenisky, Říkal jí holčičko to mi věř, Horší než kluk, Neobjevená),
- Vítězslav Vávra (Citronová holka, Správné holky hlaste se, Dívka z heřmánkové návsi, Tak už tu lásko má vítej...)
- Stanislav Procházka ml. (Celá škola už to ví, Maturitní léto, Až ti bude víc, Hádej proč asi)
- Jakub Smolík (Láska na první pohled – s Martou Stravovou)
- Martina Formanová (Dej gól, Taková já nejsem)
- Anuška Melenová (Sedmnáct – nejhranější skladba na diskotékách v roce 2000)

Objevil: Vítězslav Vávra, Jana Kratochvílová, Lucie Bílá, Stanislav Procházka ml., Rony Marton, Petra Černocká, Jitka Zelenková, Jakub Smolík, Zdeněk Izer, Marek Dobrodinský, Marta Stravová, Markéta Aptová, Robert Rosenberg, Anuška Melenová, David Král
Spolupracoval: Hana Hegerová, Lenka Kořínková, Dagmar Veškrnová, Lukáš Vaculík, Jiří Bartoška, Jiří Wimmer, Arnošt Pátek, Jiří Helekal, Zuzana Stirská, Karel Bláha, Iveta Bartošová & Petr Sepeši

### Knihy
- Jak jsem objevoval hvězdy (2000)
- Zlatá '80 – S Petrem Hannigem na MAXIMUM (Miroslav Graclík, Václav Nekvapil) (2012, XYZ, ISBN 978-80-7388-715-5)

Zastoupen v knihách:
- Slavicí osudy (Miroslav Graclík, 1999)
- Slavičí osudy 2 (Miroslav Graclík, 2000)
- Iveta Bartošová – Odhalená pravda (Miroslav Graclík, Václav Nekvapil, 1998)
- Marie Rottrová – Život plný not (Miroslav Graclík, Václav Nekvapil, 2010)
- Z Očí do očí (Miroslav Graclík, 2010)
- HVĚZDY POPU, které jsme milovali 1 (Miroslav Graclík, 2011)
- HVĚZDY POPU, které jsme milovali 2 (Miroslav Graclík, 2012)

### Další
Kompozice: Symfonie z roku 1978, Fantazie pro varhany a komorní orchestr 1972, Sonáta pro violoncello a klavír 1972, Město ER s Framus Five a Michalem Prokopem 1970, Odcházím z alba Už jsem tvůj – hraje Michal Pavlíček a Virtuosi di Praga 1984, Dívka z heřmánkové návsi Vítězslav Vávra, smyčcové kvarteto a Maximum P.H 1981., Mozartův spinet 1967 zp. Karel Bláha, hrají Pastýři, řídí Petr Hannig, Když se soumrakem chladne den, zpívá Lilka Ročáková, hrají Pastýři ř. P.H. 1967, Sing the Song and Play the Game zp. Johny Bev, Londýn 1968
Ocenění: Zlatá Děčínská kotva v hodnocení publika za Maturitní léto, v hodnocení poroty za tuto skladbu bronzová kotva, různá první místa v různých skladatelských soutěžích